# سكوت كويج
سكوت كويج (بالإنجليزية: Scott Quigg)‏ مواليد 9 أكتوبر 1988 في مانشستر الكبرى، إنجلترا، هو ملاكم محترف بريطاني يصنف ضمن فئة وزن الريشة. حقق بطولة رابطة الملاكمة العالمية.

## إحصائيات
خاض خلال مسيرته 34 نزالا، فاز في 31 وتعادل في 2 وخسر في 1. فاز بالضربة القاضية في 23 نزالا.

## وصلات خارجية
- سكوت كويج على موقع بوكس ريك (الإنجليزية) (registration required)

- الموقع الرسمي